# 胡家营乡
胡家营乡是中国陕西省汉中市南郑区一个已撤销的乡镇。乡政府驻地——王河坎。2011年，汉中市人民政府向陕西省人民政府申请，将南郑县的胡家营乡改为胡家营镇。时下辖14个村，面积44.36平方公里，总人口19979人。

## 行政区划
胡家营乡下辖以下行政区：
赖家山村、新岳村、石谷寺村、张家山村、胡家营村、韦家山村、塘坎村、杨家营村、建丰村、群星村、永灯村、土地岭村、漫坡村、高皇村